# Grobnice
Grobnice (en serbe cyrillique : Гробнице) est un village de Serbie situé dans la municipalité de Prijepolje, district de Zlatibor. Au recensement de 2011, il comptait 233 habitants.

## Démographie
| 1948 | 1953 | 1961 | 1971 | 1981 | 1991 | 2002 | 2011 |
| ---- | ---- | ---- | ---- | ---- | ---- | ---- | ---- |
| 234  | 248  | 256  | 262  | 288  | 292  | 254  | 233  |

|  |